# Baeksang Arts Award de Melhor Filme
O Baeksang Arts Award de Melhor Filme é um prêmio que foi concedido pela primeira vez, durante a cerimônia do Baeksang Arts Awards realizado em 1965 e desde então, premia os melhores filmes sul-coreanos lançados até a data de sua cerimônia. 

## Vencedores e indicados
| † | Indica o vencedor |

### Década de 1960
| Ano              | Filme                          | Título Original | Diretor      |
| ---------------- | ------------------------------ | --------------- | ------------ |
| 1965 (1ª edição) | Deaf Sam-yong †                | 벙어리 삼룡     | Shin Sang-ok |
| 1966 (2ª edição) | The Sea Village †              | 갯마을          | Kim Soo-yong |
| 1967 (3ª edição) | Late Autumn †                  | 만추            | Lee Man-hee  |
| 1968 (4ª edição) | Children of the Firing Range † | 사격장의 아이들 | Lee Man-hee  |
| 1969 (5ª edição) | The General's Mustache †       | 장군의 수염     | Lee Sung-gu  |

### Década de 1970
| Ano               | Filme                                                | Título Original    | Diretor       |
| ----------------- | ---------------------------------------------------- | ------------------ | ------------- |
| 1970 (6ª edição)  | Spring, Spring †                                     | 봄, 봄             |               |
| 1971 (7ª edição)  | Frozen Spring †                                      | 동춘               | Jung Jin-woo  |
| 1972 (8ª edição)  | War and Humanity †                                   | 전쟁과 인간        | Shin Sang-ok  |
| 1973 (9ª edição)  | Gate of Women †                                      | 홍살문             | Byun Jang-ho  |
| 1974 (10ª edição) | Special Investigation Unit: The Case of Bae Tae-ok † | 배태옥 사건        | Lee Won-se    |
| 1975 (11ª edição) | The Executioner †                                    | 망나니             | Byun Jang-ho  |
| 1976 (12ª edição) | A Byegone Romance †                                  | 왕십리             | Im Kwon-taek  |
| 1977 (13ª edição) | Concentration of Attention †                         | 집념               | Choi In-hyeon |
| 1978 (14ª edição) | A Splendid Outing †                                  | 화려한 외출        | Kim Soo-yong  |
| 1979 (15ª edição) | The Last Words from a Comrade in Arms †              | 전우가 남긴 한마디 | Lee Won-se    |

### Década de 1980
| Ano               | Fime                  | Título Original    | Diretor        |
| ----------------- | --------------------- | ------------------ | -------------- |
| 1980 (16ª edição) | Man-suk, Run! †       | 달려라 만석아      | Kim Soo-yong   |
| 1981 (17ª edição) | A Fine, Windy Day †   | 바람 불어 좋은 날  | Lee Jang-ho    |
| 1982 (18ª edição) | Come Unto Down †      | 낮은 데로 임하소서 | Lee Jang-ho    |
| 1983 (19ª edição) | Village in the Mist † | 안개마을           | Im Kwon-taek   |
| 1984 (20ª edição) | Whale Hunting †       | 고래사냥           | Bae Chang-ho   |
| 1985 (21ª edição) | Deep Blue Night †     | 깊고 푸른 밤       | Bae Chang-ho   |
| 1986 (22ª edição) | Gilsoddeum †          | 길소뜸             | Im Kwon-taek   |
| 1987 (23ª edição) | Moonlight Hunter †    | 달빛 사냥꾼        | Shin Seung-soo |
| 1988 (24ª edição) | Adada †               | 아다다             | Im Kwon-taek   |
| 1989 (25ª edição) | Seoul Rainbow †       | 서울 무지개        | Kim Ho-sun     |

### Década de 1990
| Ano               | Fime                                  | Título Original        | Diretor        |
| ----------------- | ------------------------------------- | ---------------------- | -------------- |
| 1990 (26ª edição) | The Lovers of Woomook-baemi †         | 우묵배미의 사랑        | Jang Sun-woo   |
| 1991 (27ª edição) | Silver Stallion †                     | 은마는 오지 않는다     | Jang Kil-su    |
| 1992 (28ª edição) | Stairways of Heaven †                 | 천국의 계단            | Bae Chang-ho   |
| 1993 (29ª edição) | Our Twisted Hero †                    | 우리들의 일그러진 영웅 | Park Jong-won  |
| 1994 (30ª edição) | Two Cops †                            | 투캅스                 | Kang Woo-suk   |
| 1994 (30ª edição) | Seopyeonje †                          | 서편제                 | Im Kwon-taek   |
| 1995 (31ª edição) | Life and Death of the Hollywood Kid † | 헐리우드 키드의 생애   | Chung Ji-young |
| 1996 (32ª edição) | Farewell My Darling †                 | 학생부군신위           | Park Chul-soo  |
| 1997 (33ª edição) | Green Fish †                          | 초록 물고기            | Lee Chang-dong |
| 1998 (34ª edição) | Christmas in August †                 | 8월의 크리스마스       | Hur Jin-ho     |
| 1999 (35ª edição) | Shiri †                               | 쉬리                   | Kang Je-gyu    |

### Década de 2000
| Ano               | Fime                              | Título Original             | Diretor           |
| ----------------- | --------------------------------- | --------------------------- | ----------------- |
| 2000 (36ª edição) | The Spy †                         | 간첩 리철진                 | Jang Jin          |
| 2001 (37ª edição) | Libera Me †                       | 리베라 메                   | Yang Yun-ho       |
| 2002 (38ª edição) | Waikiki Brothers †                | 와이키키 브라더스           | Yim Soon-rye      |
| 2003 (39ª edição) | Oasis †                           | 오아시스                    | Lee Chang-dong    |
| 2004 (40ª edição) | Taegukgi †                        | 태극기 휘날리며             | Kang Je-gyu       |
| 2005 (41ª edição) | The President's Last Bang †       | 그때 그사람들               | Im Sang-soo       |
| 2005 (41ª edição) | 3-Iron                            | 빈집                        | Kim Ki-duk        |
| 2005 (41ª edição) | Marathon                          | 말아톤                      | Jeong Yoon-cheol  |
| 2006 (42ª edição) | Blood Rain †                      | 혈의 누                     | Kim Dae-seung     |
| 2006 (42ª edição) | Blossom Again                     | 사랑니                      | Jung Ji-woo       |
| 2006 (42ª edição) | Duelist                           | 형사                        | Lee Myung-se      |
| 2006 (42ª edição) | The King and the Clown            | 왕의 남자                   | Lee Joon-ik       |
| 2006 (42ª edição) | Lady Vengeance                    | 친절한 금자씨               | Park Chan-wook    |
| 2007 (43ª edição) | The Host †                        | 괴물                        | Bong Joon-ho      |
| 2007 (43ª edição) | I'm a Cyborg, But That's OK       | 싸이보그지만 괜찮아         | Park Chan-wook    |
| 2007 (43ª edição) | Midnight Ballad for Ghost Theater | 삼거리 극장                 | Jeon Kye-soo      |
| 2007 (43ª edição) | Radio Star                        | 라디오 스타                 | Lee Joon-ik       |
| 2007 (43ª edição) | Tazza: The High Rollers           | 타짜                        | Choi Dong-hoon    |
| 2008 (44ª edição) | Forever the Moment †              | 우리 생애 최고의 순간       | Yim Soon-rye      |
| 2008 (44ª edição) | The Chaser                        | 추격자                      | Lee Chang-dong    |
| 2008 (44ª edição) | Happiness                         | 행복                        | Hur Jin-ho        |
| 2008 (44ª edição) | May 18                            | 화려한 휴가                 | Kim Ji-hoon       |
| 2008 (44ª edição) | Secret Sunshine                   | 밀양                        | Lee Chang-dong    |
| 2009 (45ª edição) | Viva! Love †                      | 경축! 우리 사랑             | Oh Jeom-gyoon     |
| 2009 (45ª edição) | A Frozen Flower                   | 쌍화점                      | Yoo Ha            |
| 2009 (45ª edição) | The Good, the Bad, the Weird      | 좋은 놈, 나쁜 놈, 이상한 놈 | Kim Jee-woon      |
| 2009 (45ª edição) | Rough Cut                         | 영화는 영화다               | Jang Hoon         |
| 2009 (45ª edição) | Scandal Makers                    | 과속스캔들                  | Kang Hyeong-cheol |

### Década de 2010
| Ano               | Fime                                 | Título Original    | Diretor           |
| ----------------- | ------------------------------------ | ------------------ | ----------------- |
| 2010 (46ª edição) | Take Off †                           | 국가대표           | Kim Yong-hwa      |
| 2010 (46ª edição) | Tidal Wave                           | 해운대             | Yoon Je-kyoon     |
| 2010 (46ª edição) | Mother                               | 마더               | Bong Joon-ho      |
| 2010 (46ª edição) | Secret Reunion                       | 의형제             | Jang Hoon         |
| 2010 (46ª edição) | Thirst                               | 박쥐               | Park Chan-wook    |
| 2011 (47ª edição) | Ajeossi †                            | 아저씨             | Lee Jeong-beom    |
| 2011 (47ª edição) | Moss                                 | 이끼               | Kang Woo-suk      |
| 2011 (47ª edição) | Poetry                               | 시                 | Lee Chang-dong    |
| 2011 (47ª edição) | The Unjust                           | 부당거래           | Ryoo Seung-wan    |
| 2011 (47ª edição) | The Yellow Sea                       | 황해               | Na Hong-jin       |
| 2012 (48ª edição) | Unbowed †                            | 부러진 화살        | Chung Ji-young    |
| 2012 (48ª edição) | Helpless                             | 화차               | Byun Young-joo    |
| 2012 (48ª edição) | Punch                                | 완득이             | Lee Han           |
| 2012 (48ª edição) | Sunny                                | 써니               | Kang Hyeong-cheol |
| 2012 (48ª edição) | Nameless Gangster: Rules of the Time | 범죄와의 전쟁      | Yoon Jong-bin     |
| 2013 (49ª edição) | Masquerade †                         | 광해: 왕이 된 남자 | Choo Chang-min    |
| 2013 (49ª edição) | The Berlin File                      | 베를린             | Ryoo Seung-wan    |
| 2013 (49ª edição) | Miracle in Cell No. 7                | 7번방의 선물       | Lee Hwan-kyung    |
| 2013 (49ª edição) | Pietà                                | 피에타             | Kim Ki-duk        |
| 2013 (49ª edição) | A Werewolf Boy                       | 늑대소년           | Jo Sung-hee       |
| 2014 (50ª edição) | The Attorney †                       | 변호인             | Yang Woo-suk      |
| 2014 (50ª edição) | The Face Reader                      | 관상               | Han Jae-rim       |
| 2014 (50ª edição) | Hope                                 | 소원               | Lee Joon-ik       |
| 2014 (50ª edição) | Snowpiercer                          | 설국열차           | Bong Joon-ho      |
| 2014 (50ª edição) | The Terror Live                      | 더 테러 라이브     | Kim Byung-woo     |
| 2015 (51ª edição) | Revivre †                            | 화장               | Im Kwon-taek      |
| 2015 (51ª edição) | The Admiral: Roaring Currents        | 명량               | Kim Han-min       |
| 2015 (51ª edição) | A Girl at My Door                    | 도희야             | July Jung         |
| 2015 (51ª edição) | Han Gong-ju                          | 한공주             | Lee Su-jin        |
| 2015 (51ª edição) | A Hard Day                           | 끝까지 간다        | Kim Seong-hun     |
| 2016 (52ª edição) | Assassination †                      | 암살               | Choi Dong-hoon    |
| 2016 (52ª edição) | Dongju: The Portrait of a Poet       | 동주               | Lee Joon-ik       |
| 2016 (52ª edição) | Fourth Place                         | 4등                | Jung Ji-woo       |
| 2016 (52ª edição) | Inside Men                           | 내부자들           | Woo Min-ho        |
| 2016 (52ª edição) | Veteran                              | 베테랑             | Ryoo Seung-wan    |
| 2017 (53ª edição) | The Wailing †                        | 곡성               | Na Hong-jin       |
| 2017 (53ª edição) | The Age of Shadows                   | 밀정               | Kim Jee-woon      |
| 2017 (53ª edição) | Train to Busan                       | 부산행             | Yeon Sang-ho      |
| 2017 (53ª edição) | The Handmaiden                       | 아가씨             | Park Chan-wook    |
| 2017 (53ª edição) | Asura: The City of Madness           | 아수라             | Kim Sung-su       |
| 2018 (54ª edição) | The Fortress †                       | 남한산성           | Hwang Dong-hyuk   |
| 2018 (54ª edição) | 1987: When the Day Comes             | 1987               | Jang Joon-hwan    |
| 2018 (54ª edição) | Anarchist from Colony                | 박열               | Lee Joon-ik       |
| 2018 (54ª edição) | Along with the Gods: The Two Worlds  | 신과함께: 죄와 벌  | Kim Yong-hwa      |
| 2018 (54ª edição) | A Taxi Driver                        | 택시운전사         | Jang Hoon         |
| 2019 (55ª edição) | The Spy Gone North †                 | 공작               | Yoon Jong-bin     |
| 2019 (55ª edição) | Miss Baek                            | 미쓰백             | Lee Ji-won        |
| 2019 (55ª edição) | Burning                              | 버닝               | Lee Chang-dong    |
| 2019 (55ª edição) | Svaha: The Sixth Finger              | 사바하             | Jang Jae-hyun     |
| 2019 (55ª edição) | Dark Figure of Crime                 | 암수살인           | Kim Tae-kyun      |

### Década de 2020
| Ano               | Filme                   | Título Original | Diretor       |
| ----------------- | ----------------------- | --------------- | ------------- |
| 2020 (56ª edição) | Parasite †              | 기생충          | Bong Joon-ho  |
| 2020 (56ª edição) | Exit                    | 엑시트          | Lee Sang-geun |
| 2020 (56ª edição) | House of Hummingbird    | 벌새            | Kim Bora      |
| 2020 (56ª edição) | Kim Ji-young: Born 1982 | 82년생 김지영   | Kim Do-young  |
| 2020 (56ª edição) | The Man Standing Next   | 남산의 부장들   | Woo Min-ho    |